# Giovanni Battista Savelli
Giovanni Battista Savelli (* um 1422 in Rom; † 18. September 1498 in Castel Gandolfo) war ein italienischer Kardinal der Römischen Kirche.

## Leben
Als Sohn von Nicola Savelli, Signore von Palombara und Castel Gandolfo, gehörte Giovanni Battista Savelli dem stadtrömischen Adelsgeschlecht der Savelli an, dem auch Papst Honorius IV. (1285–1287) und die Kardinäle Bertrando Savelli, Giacomo Savelli, Silvio Savelli, Giulio Savelli, Fabrizio Savelli und Paolo Savelli entstammten. Savelli wurde Apostolischer Protonotar und war 1468 bis 1470 Gouverneur von Bologna, danach bis zum Februar 1474 Gouverneur der Marken.
Papst Paul II. ernannte ihn insgeheim im Mai oder Juni 1471 zusammen mit drei anderen Geistlichen zum Kardinal in pectore. Aus Rücksicht auf den französischen König wurde diese Kardinalsernennung nicht bekanntgegeben. Aus demselben Grunde und wegen des Widerspruchs seitens Kardinal Latino Orsini wurden die vier Kardinäle nicht zum Konklave 1471 zugelassen, das Sixtus IV. zum Papst wählte. Giovanni Battista Savelli wurde daraufhin Legat in Perugia.

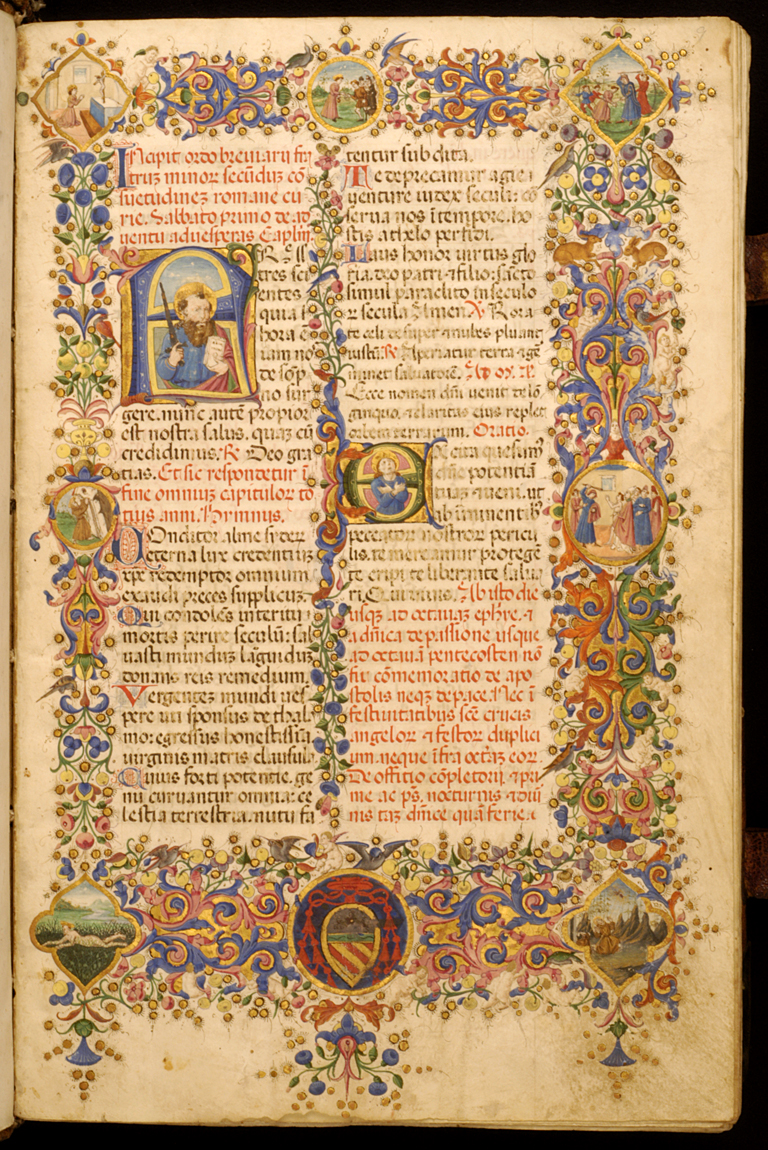
Seite des Breviers von Kardinal Giovanni Battista Savelli (Illustrator: Francesco di Antonio del Chierico, nach 1460)

Im Konsistorium vom 15. Mai 1480 kreierte ihn Sixtus IV. zum Kardinaldiakon. Die Titeldiakonie Santi Vito e Modesto erhielt Giovanni Battista Savelli kurz darauf, und am 3. Juni 1480 empfing er in der Vatikanbasilika den roten Hut. Nach mehreren Legationen in Perugia und Genua fiel er 1482 nach einem Streit mit den Orsini bei Sixtus IV. in Ungnade und wurde im Konsistorium vom 2. Januar 1483 des Hochverrats angeklagt. Obwohl er alle Vorwürfe bestritt, wurde der Kardinal im Vatikanpalast gefangen gesetzt, wo er bei Kardinal Giuliano della Rovere, dem späteren Papst Julius II. unterkam. Am folgenden Tag wurde Giovanni Battista Savelli zusammen mit Kardinal Giovanni Colonna in die Engelsburg verbracht. Bis zum 15. November 1483, an dem er freigelassen wurde, war er krank. Am selben Tag nahm er an einem erneuten Konsistorium teil, das ihn für unschuldig erklärte. Kurz darauf, oder am 17. März 1484, wechselte er zur Titeldiakonie San Nicola in Carcere Tuliano. Er nahm am Konklave 1484 teil, das Papst Innozenz VIII. wählte. 1484 findet er sich wiederum als Legat in Bologna. Auch am Konklave 1492, aus dem Alexander VI. als Papst hervorging, nahm Giovanni Battista Savelli teil.
Vom 31. August 1492 bis zum 27. März 1493 war er Administrator des Bistums Mallorca. Im September 1492 wurde er Erzpriester der Basilika Santa Maria Maggiore, was er bis zu seinem Tode blieb. Am 31. Dezember 1493 begleitete er König Karl VIII. von Frankreich bei dessen Einzug in Rom. Anlässlich einer Zusammenkunft des Papstes mit dem König wurde Kardinal Savellis Legation in Spoleto bestätigt. Im April 1495 weilte er mit dem König in Neapel, und nach dessen Abreise aus Italien verbrachte der Kardinal eineinhalb Jahre außerhalb Roms. Am 22. Dezember 1496 kehrte er mit Bischof Pietro von Cesena dorthin zurück und wurde vom Papst am darauffolgenden Abend empfangen.
Giovanni Battista Savelli galt als dem weltlichen Leben und dem Luxus zugetan.
Beigesetzt wurde er in der Kirche Santa Maria in Aracoeli.